# Daniël Mareskastraat

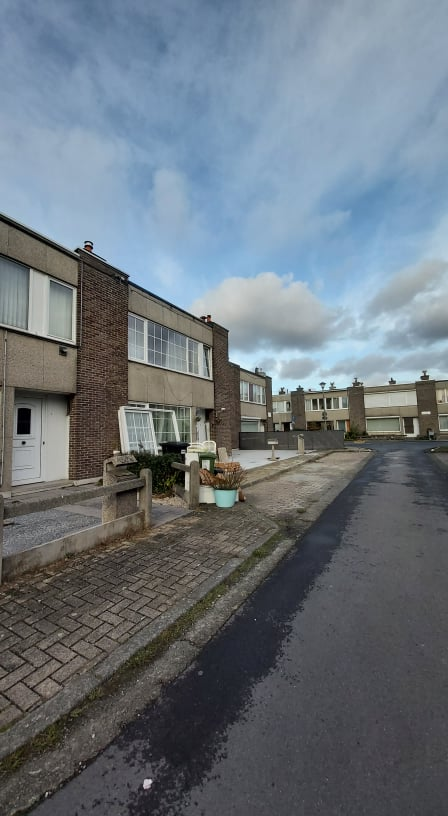
De Daniël Mareskastraat te Sint-Amandsberg.

De Daniël Mareskastraat is een straat in de Gentse deelgemeente Sint-Amandsberg. De straat is ongeveer 70 meter lang en is eenrichtingsverkeer. De straat verbindt de Adolf Daensstraat en de Biest. Er staan in totaal acht gebouwen in de straat, allen woonhuizen. De straat is vernoemd naar de Gentse geleerde en geneesheer Daniël Mareska.

## Geschiedenis
De Daniël Mareskastraat, oorspronkelijk de Anseelestraat, werd aangelegd in 1968. De straat bevindt zich in een volkswijk aan de Biest, die aangelegd werd vanaf 1967. De gemeenteraad koos in 1967 bewust benamingen die herinnerden aan de Vlaamse ontvoogdingsstrijd voor de nieuwe straten in deze buurt: zo kwam er de 'Anseelestraat' en de aangrenzende 'Adolf Daensstraat', respectievelijk vernoemd naar Edward Anseele en Adolf Daens. Met reeds de fusie van latere datum in het achterhoofd doopte de Sint-Amandsbergse gemeenteraad de Anseelestraat al snel om tot de Daniël Mareskastraat, om zo verwarring met een andere straat elders in de Gentse agglomeratie te vermijden.  Mareska was een Gentse hoogleraar die met zijn onderzoek in de epidemiologie ijverde voor betere leefomstandigheden voor de lagere sociale klassen van Gent en omstreken. Sommige auteurs erkennen dat Mareska's met zijn sociaal engagement heeft bijgedragen tot de ontvoogding van het Vlaamse volk. Dit kan verklaren waarom zijn naam als vervanging van de Anseelestraat werd gekozen.